# Ранну (Тартумаа)
Ра́нну — посёлок в волости Элва уезда Тартумаа, Эстония.
До административной реформы местных самоуправлений Эстонии 2017 года входил в состав волости Ранну (упразднена).

## География и описание
Расположен в 14 км к западу от волостного центра — города Элва, и в 30 км к юго-западу от уездного центра — города Тарту, к востоку от озера Выртсъярв. Высота над уровнем моря — 49 метров.  
Климат умеренный. Официальный язык — эстонский. Почтовые индексы: 61120, 61194 (до востребования).

## Население
По переписи населения 2021 года, в Ранну насчитывалось 409 жителей, их них 384 (94,6 %) — эстонцы.
По данным переписи населения 2011 года, в посёлке проживали 374 человека, из них 355 (94,9 %) — эстонцы.
Численность населения посёлка Ранну по данным переписей населения:
| Год  | 1959 | 1970  | 1979  | 1989  | 2000  | 2011  | 2021  |
| ---- | ---- | ----- | ----- | ----- | ----- | ----- | ----- |
| Чел. | 145  | ↗ 179 | ↗ 330 | ↗ 553 | ↘ 442 | ↘ 374 | ↗ 409 |

## История
В источниках 1438 и 1449 годов упоминается Randen, 1466 года — Rannen (городище), 1471 года — Randen (мыза), 1582 года — Ranokulla (деревня), 1744 года — Dorff Randoküll (деревня).
Городище Ранну было разрушено в ходе Ливонской войны. Территория городища внесена в Государственный регистр памятников культуры Эстонии как .
Историческая деревня Ранну находилась рядом с церковью Ранну (в настоящее время она расположена на землях деревни Неэмискюла), к югу от неё (в настоящее время это земли деревни Каарлиярве (эст. Kaarlijärve)), но к концу XIX века, вероятно, была поглощена мызой Ранден (нем. Schloß  Randen, Ранну, эст. Rannu mõis)) или слилась с деревней Курекюла. В 1920-х годах, после земельной реформы, в центре мызы Ранну возникло поселение Ранну, в 1977 году получившее официальный статус деревни. Статус посёлка Ранну получил в 1978 году.
В советское время в Ранну располагался центр Эрвуского и Раннуского отделений опорно-показательного совхоза имени Ленина. Здесь работали 8-классная школа, дом культуры и библиотека.
В 1973 году на территории посёлка, перед зданием Раннуской школы, был установлен памятник с надписью «В память партизанам-парашютистам Великой Отечественной войны, геройски павшим за освобождение ЭССР в 1944 г. на подступах к озеру Выртсъярв»» (автор — скульптор Юхан Паберит). Памятник был посвящён одному из событий Второй мировой войны — бою у озера Выртсъярв десантировавшихся советских партизан с частями Вермахта во время Таллинской операции 1944 года. Памятник был демонтирован в начале 1990-х годов.

## Инфраструктура
По состоянию на конец 2023 года в посёлке работали детский сад, основная школа, народный дом  и магазин торговой сети «Coop». Крупнейшими предприятиями были Melior M OÜ (вспомогательные виды деятельности в области выращивания сельскохозяйственных культур, 28 работников) и Harry Metall OÜ (производство крепёжных изделий, 27 работников).

## Происхождение топонима
Уже первые исследователи эстонских топонимов (Август Хупель, Людвиг Меллин) считали, что и деревня, и мыза получили своё название от слова rand — «берег», «пляж», что является отсылкой к расположению населённого пункта рядом с озером Выртсъярв.

## Галерея

Посёлок Ранну
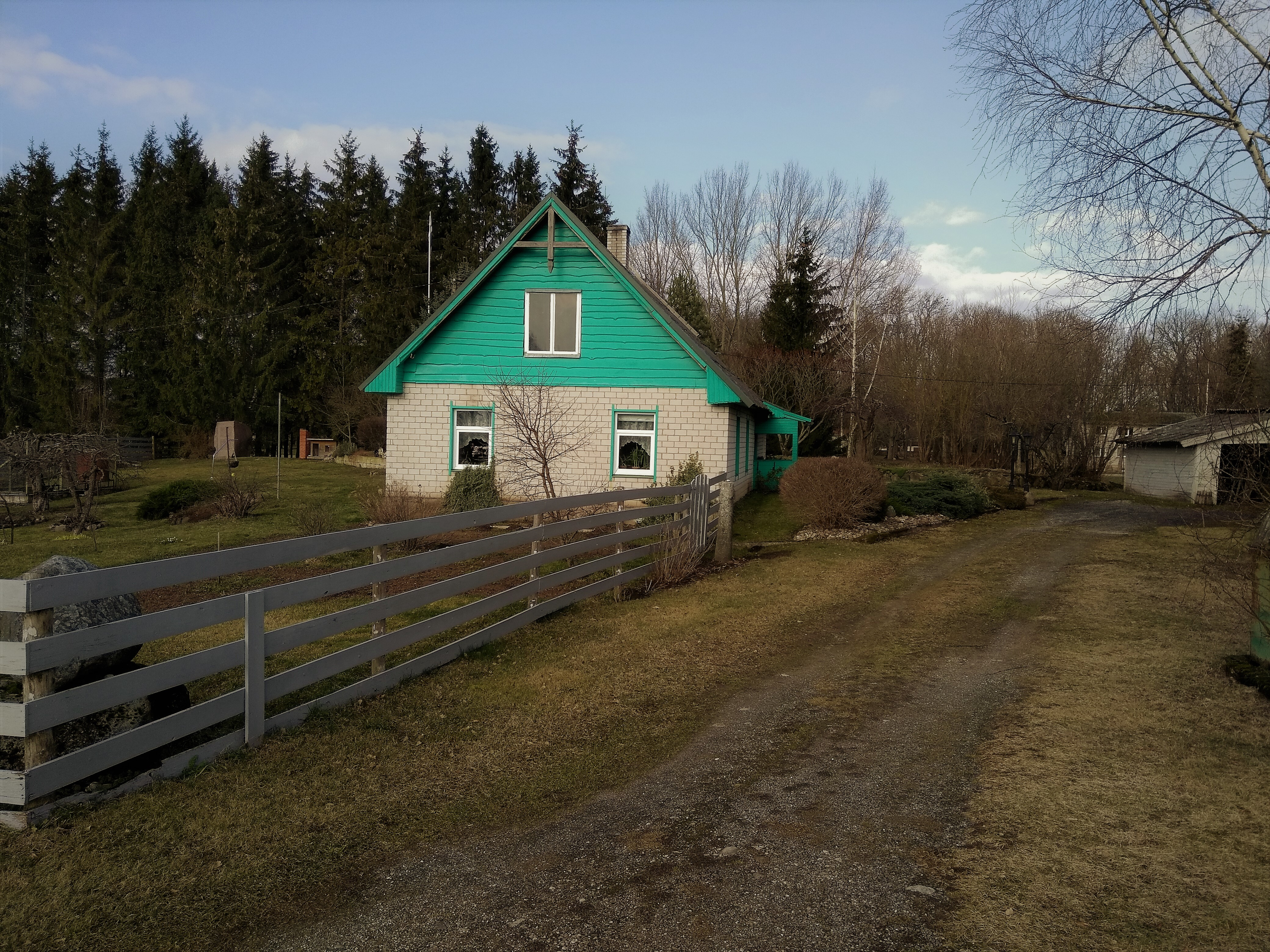
Жилой дом
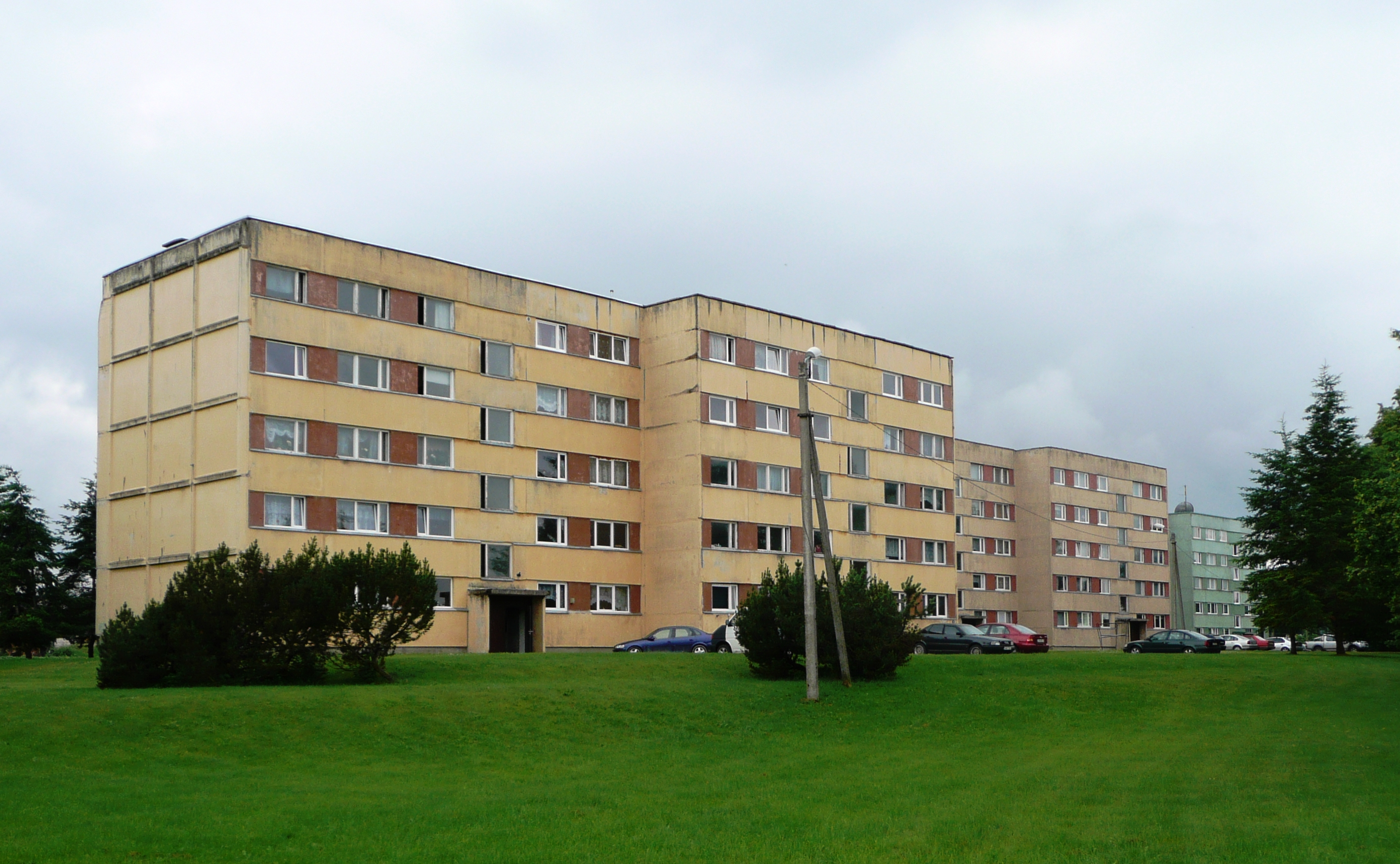
Многоквартирный дом
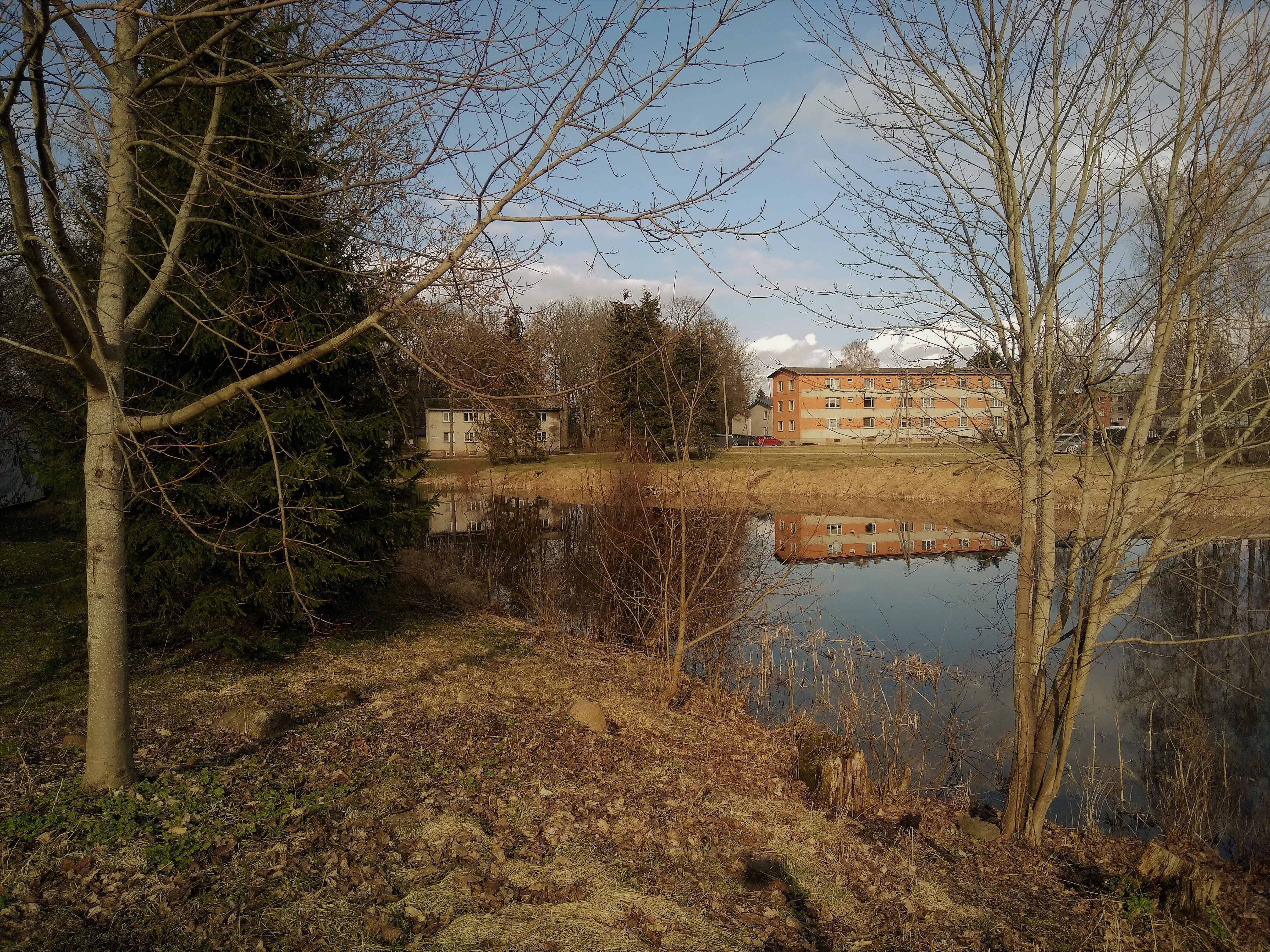
Многоквартирные дома
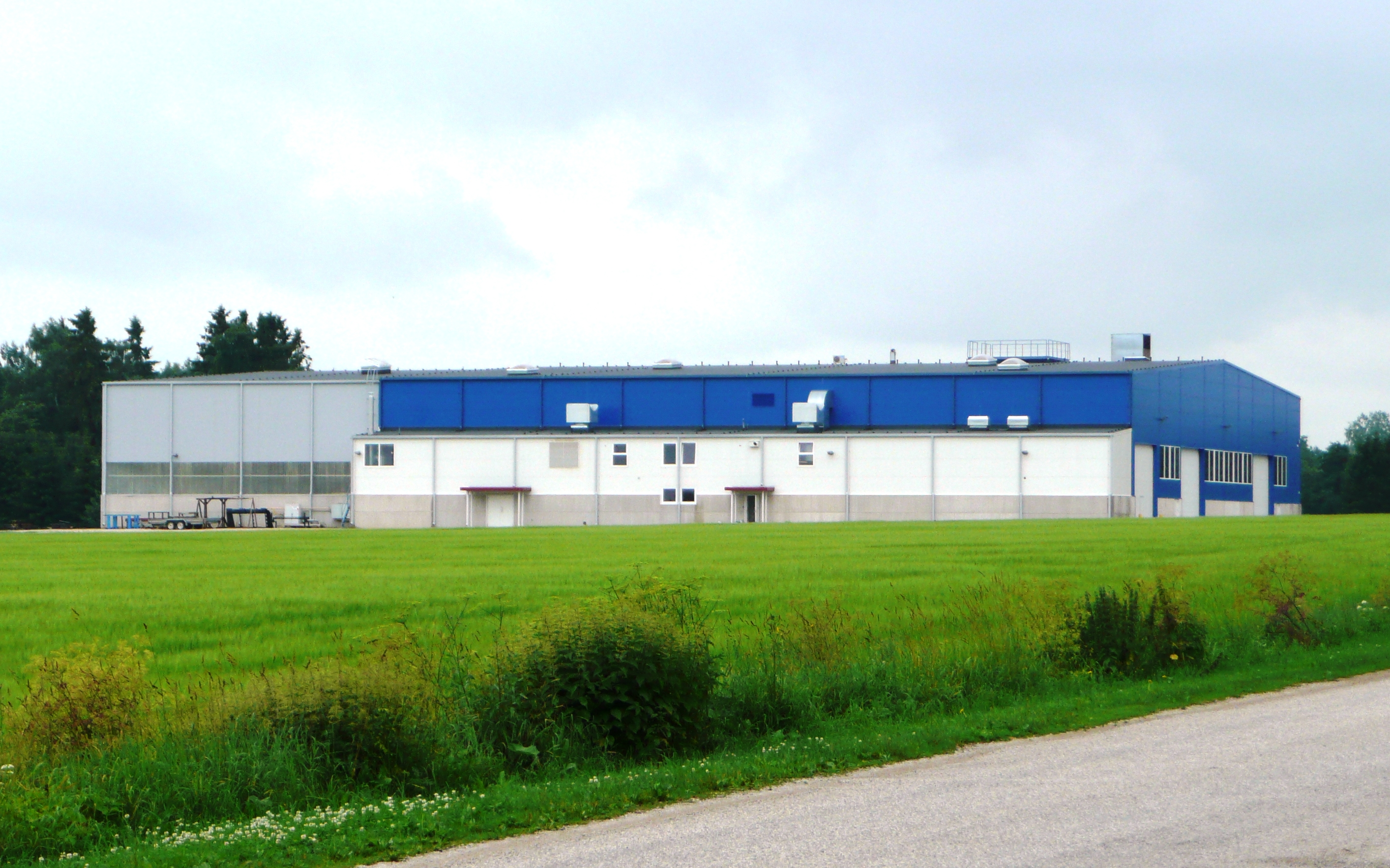
Промышленное здание
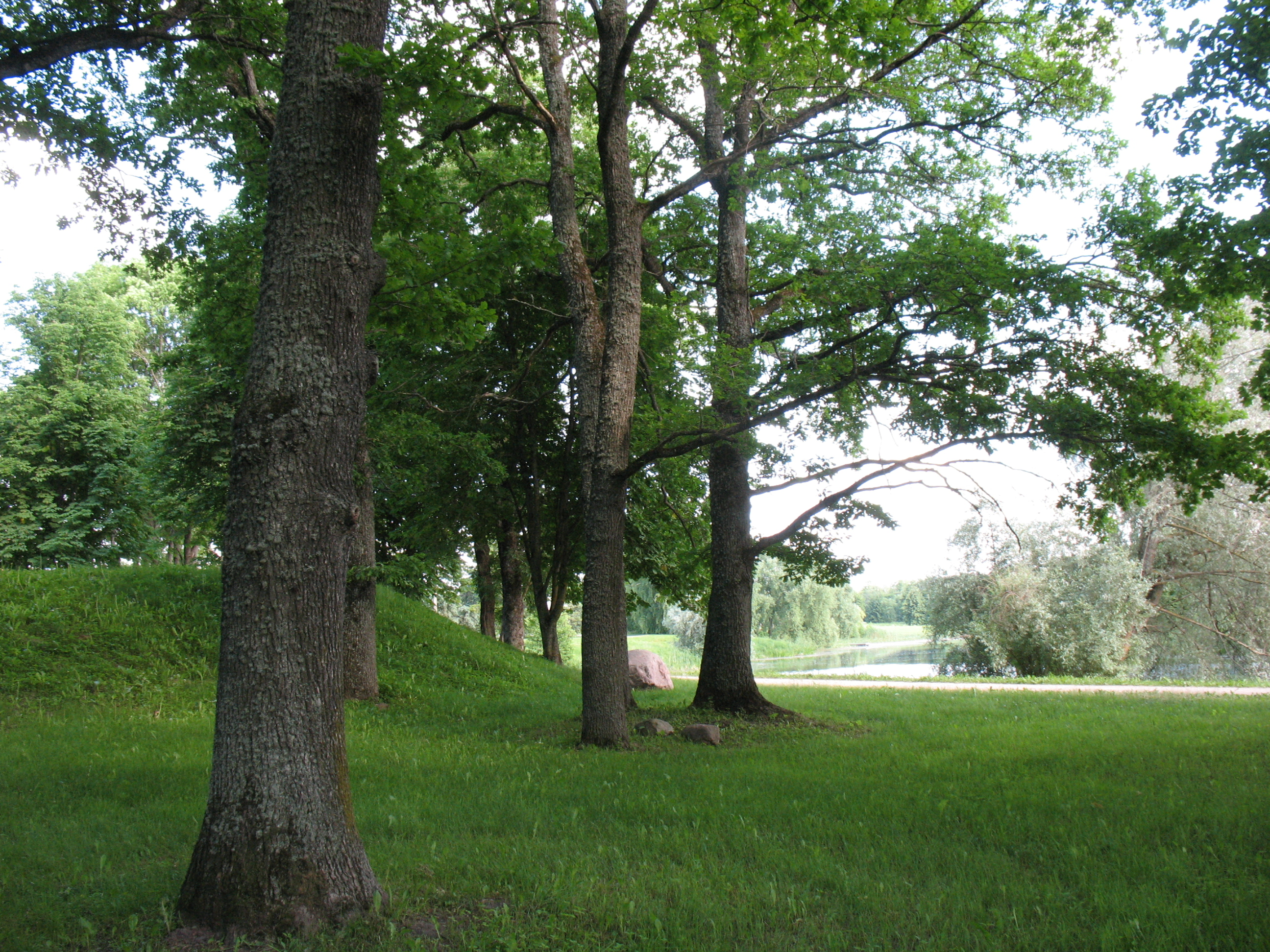
Территория городища Ранну
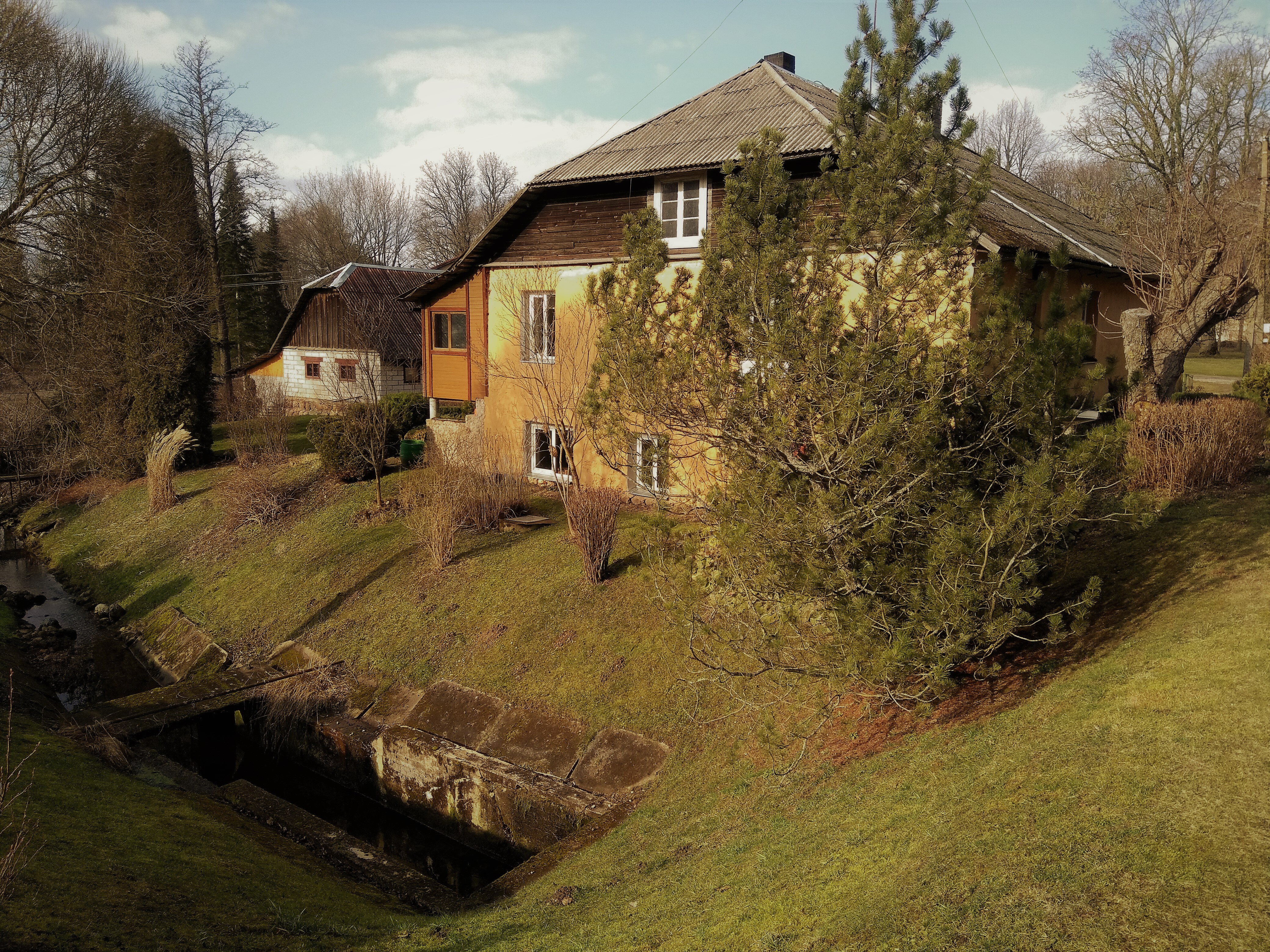
Жилой дом на территории городища Ранну
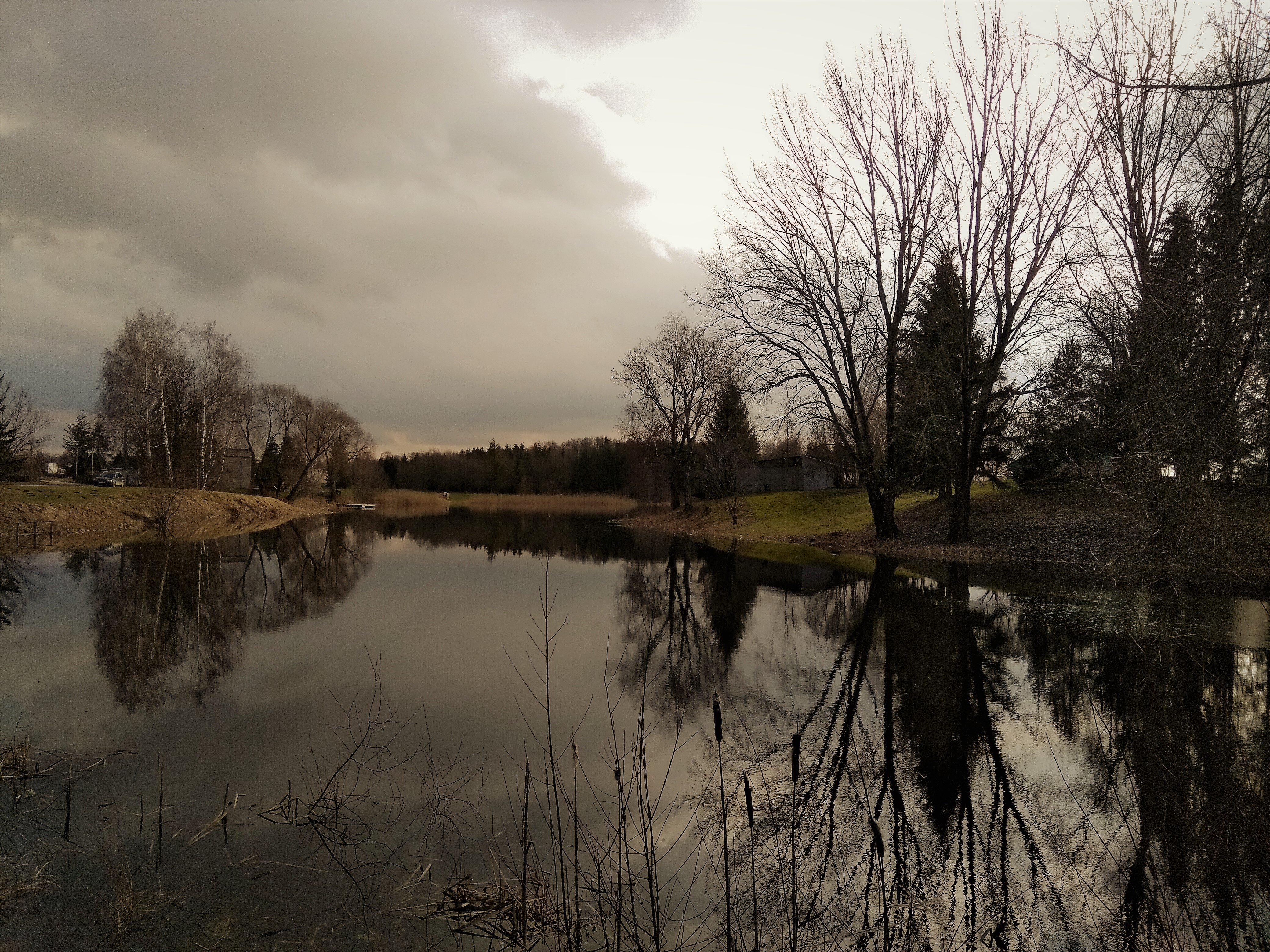
Водохранилище Уту-Колга
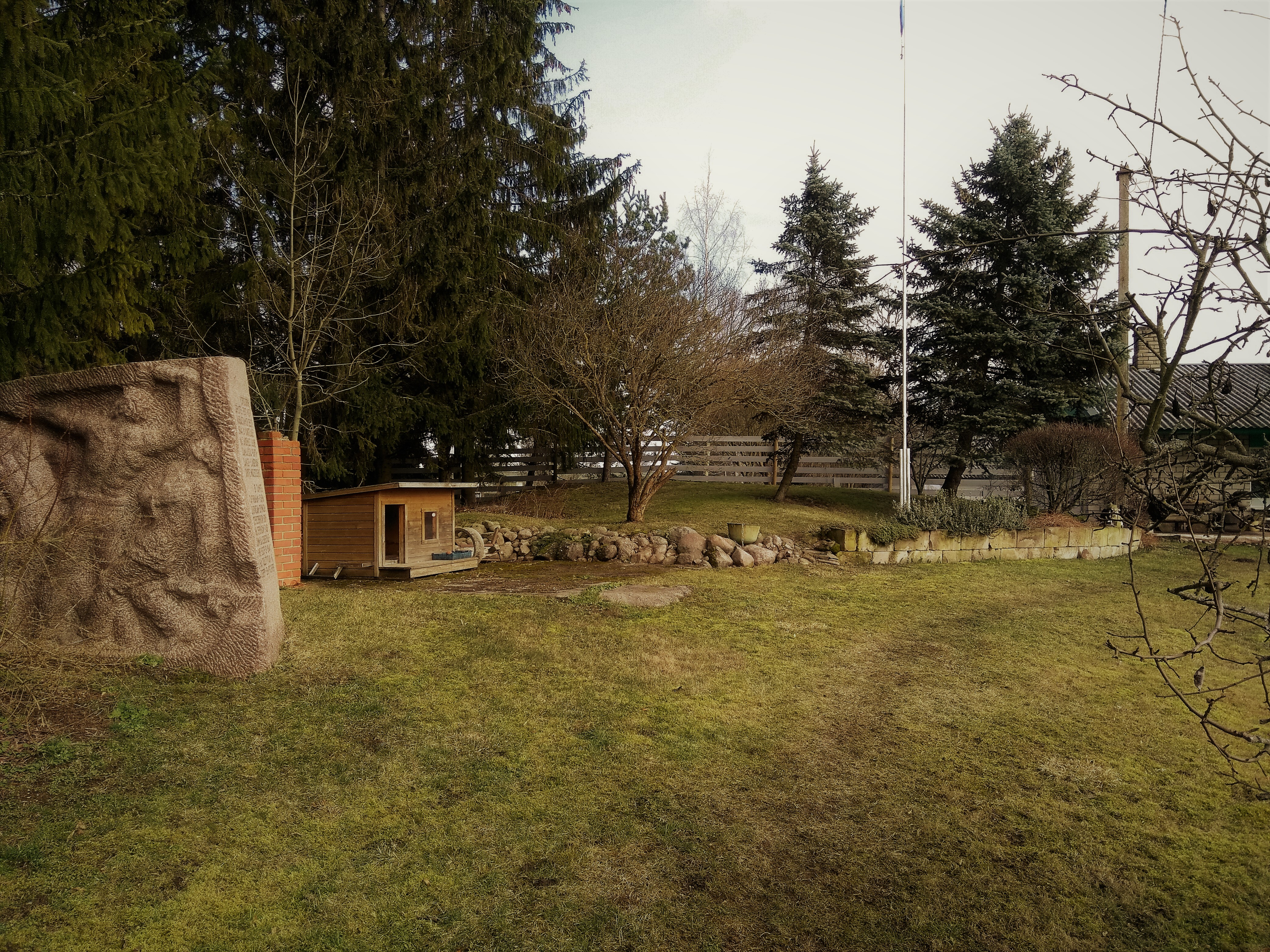
Слева — демонтированный памятник советским партизанам-парашютистам на частной территории